# Sukahaji (Ciasem)
Sukahaji is een bestuurslaag in het regentschap Subang van de provincie West-Java, Indonesië. Sukahaji telt 8481 inwoners (volkstelling 2010).